# Marius Tilly Band
Die Marius Tilly Band ist ein deutsches Blues-Rock-Trio um den Gitarristen, Sänger und Songwriter Marius Tilly. Seit 2016 agiert das Trio nur noch unter dem Namen des Bandleaders Marius Tilly.

## Geschichte
Die Marius Tilly Band existiert seit Herbst 2009. Sowohl Bassist Benjamin Oppermann, als auch Schlagzeuger Maximilian Wastl sind nach wie vor feste Mitglieder der Band. Die drei jungen Musiker stammen alle aus dem Raum Unna/Dortmund, wo die Band auch ihre ersten musikalischen Erfolge verzeichnen konnte. Im Januar 2010 durfte die Band im Vorprogramm der Blues Company auftreten, darauf folgten deutschlandweite Clubauftritte und die Veröffentlichung von zwei EPs. Außerdem ging die Band siegreich aus dem lokalen Bandwettbewerb „Ruhrtour Live“ hervor.
Mit dem 2012 erschienenen Debütalbum Blue Colors Red Lights konnte die Band ihren Bekanntheitsgrad überregional ausweiten und sich einen Namen in der deutschen Bluesszene machen. Inzwischen leben die Bandmitglieder verstreut in Hannover und Bonn. Als derzeitige musikalische Einflüsse sind u. a. Jimi Hendrix, Led Zeppelin, aber auch aktuelle Bands wie die Black Keys oder die Rival Sons zu nennen.
Anfang 2014 begannen die nächsten Studioaufnahmen für das zweite Album. Noch im selben Jahr wurde die Marius Tilly Band beim „Global Battle of the Bands“ zum besten deutschen Newcomer gewählt. Kurz darauf, im Januar 2015, wurde das Trio vom German Blues Network nach Memphis (Tennessee, USA) geschickt, um den deutschen Bluesrock bei der International Blues Challenge zu vertreten.

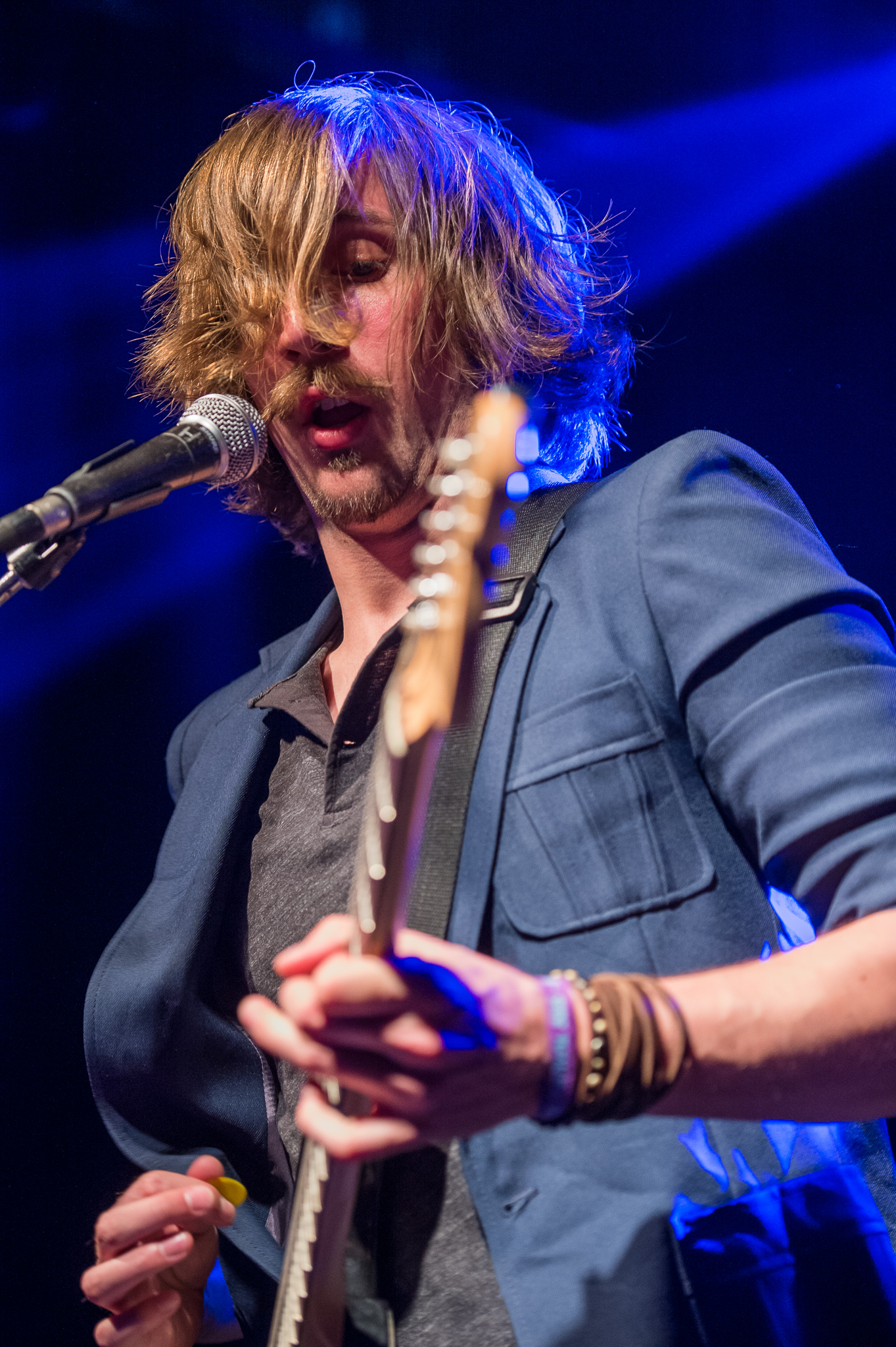
Marius Tilly
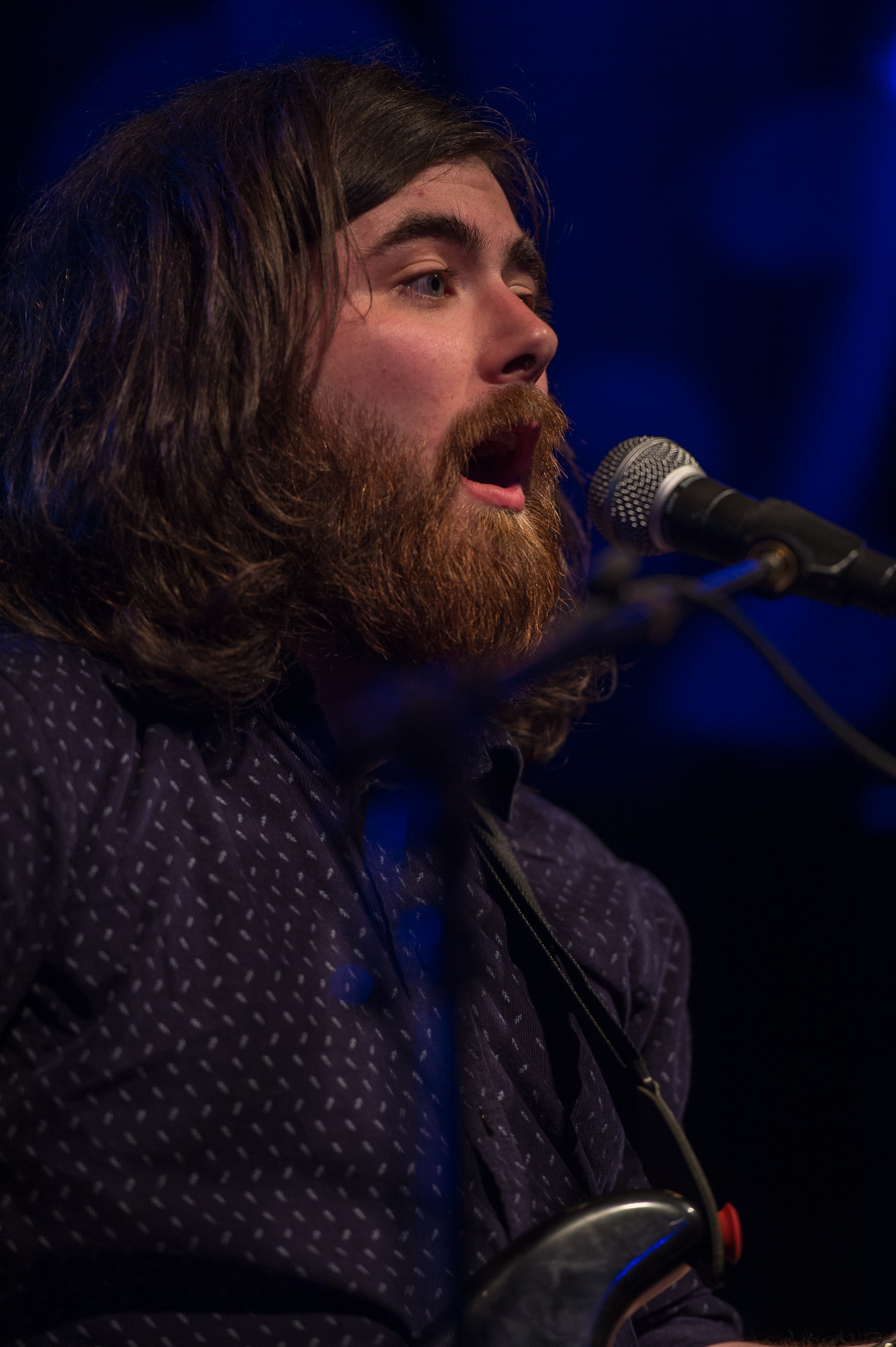
Benjamin Oppermann
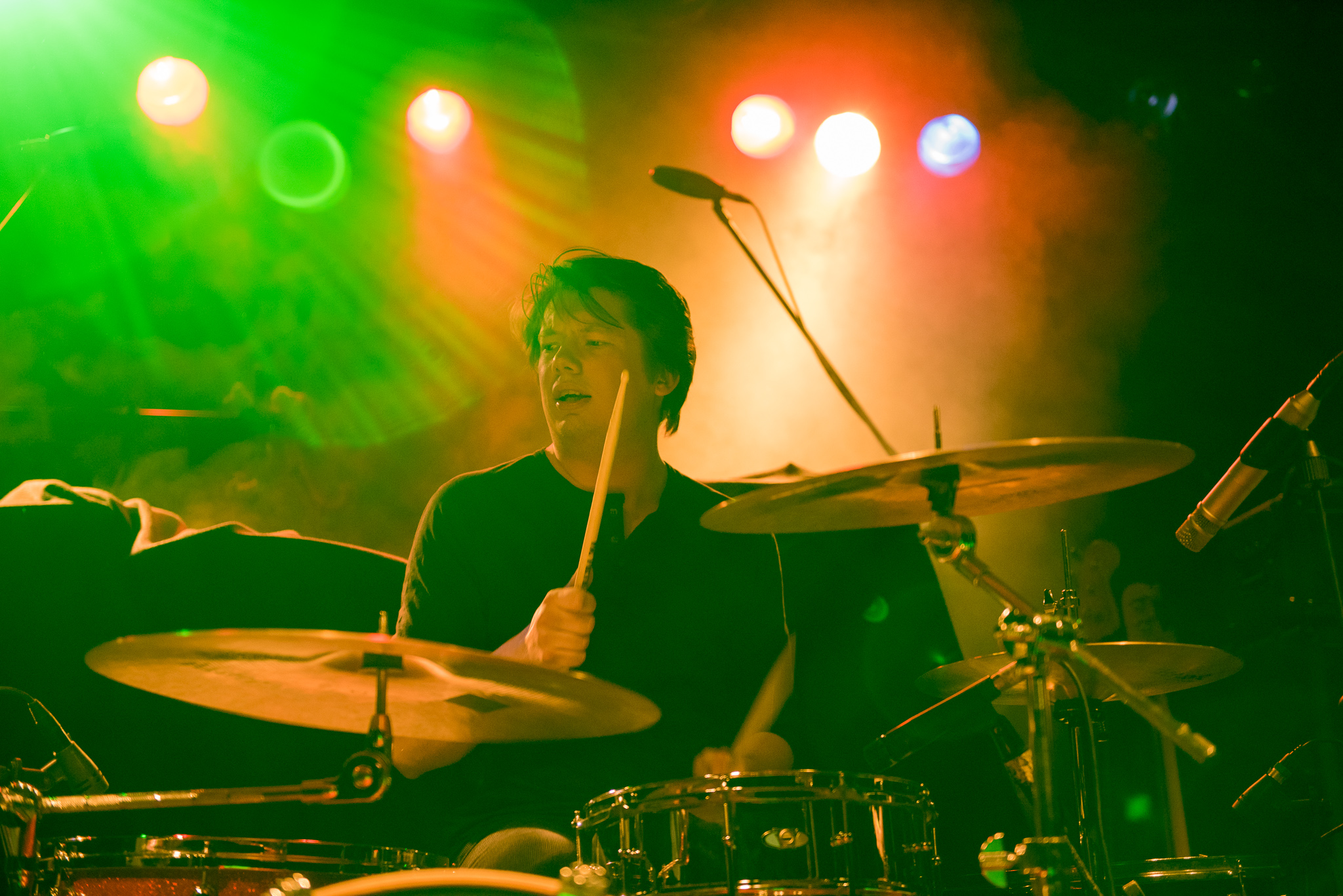
Maximilian Wastl

## Diskografie
- 2012: Blue Colors Red Lights (Album, Fuego)
- 2015: Come Together
- 2016: Nebula Rising
- 2018: Words From The Wilderness